# Torture médicale
 (avril 2012).
 (avril 2012).
La torture médicale, également désignée sous le terme d'interrogation médicale, désigne la contribution ou la participation explicite de professionnels de la santé à des actes de torture, soit pour juger les capacités d'endurance des victimes, soit pour appliquer des traitements qui accentueraient la torture, ou bien en tant que tortionnaires eux-mêmes.
Dans d'autres contextes, ce terme est utilisé pour qualifier un genre de contenu à caractère sexuel.

## Utilisations
La torture médicale implique la participation de personnel médical, notamment des médecins et des psychologues, à des actes infligeant des souffrances, principalement à des fins d'interrogatoire. De telles accusations portèrent sur le traitement des détenus de prisons américaines telles que le camp de Guantanamo, ou d'autres prisons secrètes, la participation de médecins au gavage forcé, la négligence ou dissimulation de preuves médicales de mauvais traitements, la mise en œuvre de techniques d'interrogation renforcées telles que la privation de sommeil prolongée, la privation sensorielle, la nudité forcée et les positions corporelles douloureuses,.
Elle peut également avoir une visée punitive, comme dans le châtiment corporel judiciaire. La castration chimique imposée aux auteurs de crimes sexuels est considérée par certains comme constituant un acte de torture.
Enfin, elle peut qualifier des actes d'expérimentations humaine ou animale, lorsque celle-ci n'est pas consentie (lorsque les sujets humains ne sont pas en mesure d'exprimer un consentement libre et éclairé) ou pas légitime (lorsque l'expérimentation sur des êtres sentients peut être remplacée par un autre type d'expérimentation, ou encore lorsque le sujet de recherche ne représente pas un enjeu suffisant pour effectuer une recherche sur un sujet vivant). Ces pratiques sont illustrées par des expériences menées sur les humains par l'Unité 731, unité militaire de recherche bactériologique de l'Armée impériale japonaise, ou encore par Josef Mengele, officier allemand de la Schutzstaffel (SS) criminel de guerre qui exerça comme médecin dans le camp d'extermination d'Auschwitz durant la Seconde Guerre mondiale.

## Éthique médicale et scientifique
La torture médicale constitue une violation fondamentale des principes de l'éthique médicale, qu'il s'agisse de soin ou de recherche. Elle va notamment à l'encontre des textes suivants :
- Le serment d'Hippocrate et sa version moderne la Déclaration de Genève, sur l'exercice de la médecine.
- Les conventions de Genève, interdisant les actes de torture dans un contexte de guerre.
- Le code de Nuremberg sur les limites de l'expérimentation médicale humaine.
- La déclaration d'Helsinki concernant l'expérimentation sur la personne humaine.
- Les «Principes d'éthique médicale applicables au rôle du personnel de santé, en particulier des médecins, dans la protection des prisonniers et des détenus contre la torture et autres peines ou traitements cruels, inhumains ou dégradants»[7], publiés par l'Organisation des Nations unies. En 2023, parmi les pays non signataires de ce traité, se trouvent la république démocratique populaire de Corée, la république islamique d'Iran, la Malaisie, le Myanmar, Singapour ou encore le Zimbabwe[8].